# Amt Borgentreich
Das Amt Borgentreich war von 1937 bis 1974 ein Amt im ostwestfälischen Kreis Warburg in Nordrhein-Westfalen. Sein direkter Vorgänger war das 1843 gegründete Amt Borgholz. Frühere Vorgänger waren außerdem die Richtereien Borgentreich und Borgholz sowie die Kantone Borgentreich und Rösebeck.

## Vorgeschichte

### Die Richtereien Borgentreich und Borgholz
Die Richtereien Borgentreich und Borgholz waren bis zu den Napoleonischen Kriegen zwei Verwaltungseinheiten im Hochstift Paderborn. Zu Richterei Borgentreich gehörten die Stadt Borgentreich sowie die Orte Bühne, Daseburg, Körbecke, Manrode, Muddenhagen und Rösebeck. Zur Richterei Borgholz gehörten die Stadt Borgholz sowie die Orte Auenhausen, Natingen, Natzungen, Rothe und Tietelsen. Richtereien im Hochstift Paderborn waren kleineren Ämtern vergleichbar und sowohl für die Rechtsprechung als auch die allgemeine Verwaltung zuständig.

### Die Kantone Borgentreich und Rösebeck
Nachdem das Gebiet des Hochstifts 1807 an das Königreich Westphalen gefallen war, wurden neue Verwaltungsstrukturen nach französischem Vorbild geschaffen; meistens ohne Berücksichtigung historischer Gebietsgrenzen. Im Raum Borgentreich wurden zwei Kantone gebildet. Zum Kanton Borgentreich gehörten die Städte Borgholzhausen und Borgholz sowie die Orte Großeneder und Natzungen, während zum Kanton Rösebeck die Orte Bühne, Daseburg, Körbecke, Lütgeneder, Manrode, Muddenhagen und Rösebeck gehörten.
Im Jahre 1810 hatte der Kanton Borgentreich 3710 und der Kanton Rösebeck 4276 Einwohner. Beide Kantone lagen im Distrikt Höxter des Departements der Fulda des Königreichs und fielen 1813 an Preußen. 1816 wurden beide Kantone dem neuen Kreis Warburg zugeschlagen und bestanden in diesem als Verwaltungsbezirke fort. In den 1830er wurden die beiden Verwaltungsbezirke vereinigt. Die Stadt Borgentreich erhielt 1836 die preußische revidierte Städteordnung und schied dadurch aus dem Verwaltungsbezirk aus, der nun die Bezeichnung Borgholz erhielt.

## Amt Borgholz
Im Rahmen der Einführung der westfälischen Landgemeinde-Ordnung von 1841 wurden aus den unterhalb der Kreisebene bestehenden Verwaltungsbezirken, sofern es sich nicht um Städte gemäß der revidierten Städteordnung handelte, Ämter gebildet. Im Kreis Warburg wurde dadurch aus dem Verwaltungsbezirk Borgholz das Amt Borgholz. Zum Amt gehörten zunächst die Stadt Borgholz sowie die Gemeinden Bühne, Daseburg, Großeneder, Körbecke, Lütgeneder, Manrode, Muddenhagen, Natzungen und Rösebeck. Etwa 1849 kamen auch die Gemeinden Natingen aus dem Amt Gehrden und Drankhausen aus dem Amt Peckelsheim zum Amt Borgholz. Am 1. April 1937 wurde die bis dahin amtsfreie Stadt Borgentreich in das Amt Borgholz eingegliedert, das daraufhin in Amt Borgentreich umbenannt wurde.

## Amt Borgentreich
Das Amt Borgentreich gliederte sich in die beiden Städte Borgentreich und Borgholz sowie die elf Gemeinden Bühne, Daseburg, Drankhausen, Großeneder, Körbecke, Lütgeneder, Manrode, Muddenhagen, Natingen, Natzungen und Rösebeck. Borgentreich war der Verwaltungssitz des Amtes.
Die Gemeinden des Amts Borgentreich hatten bei der letzten Volkszählung vor der Amtsauflösung Mitte 1970 eine Wohnbevölkerung von 10.853 Einwohnern. Bei einer Fläche von 154,17 km² ergab sich eine Bevölkerungsdichte von 70 Einwohnern pro Quadratkilometer, die unter dem Kreisdurchschnitt von 88 Einwohnern pro Quadratkilometer lag. Damit war das Amt das größte des Kreises und gleichzeitig das mit der zweithöchsten Bevölkerungsdichte. Die folgende Übersicht zeigt die 13 Gemeinden mit Bevölkerungs- und Gebietsstand vom 27. Mai 1970:
| Name                | Einwohner | Fläche in km² |
| ------------------- | --------- | ------------- |
| Borgentreich, Stadt | 2.396     | 29,54         |
| Borgholz, Stadt     | 1.238     | 14,06         |
| Bühne               | 1.155     | 23,48         |
| Daseburg            | 1.271     | 15,70         |
| Drankhausen         | 71        | 1,15          |
| Großeneder          | 897       | 9,87          |
| Körbecke            | 891       | 18,10         |
| Lütgeneder          | 458       | 6,39          |
| Manrode             | 474       | 5,09          |
| Muddenhagen         | 237       | 2,40          |
| Natingen            | 315       | 6,06          |
| Natzungen           | 849       | 14,37         |
| Rösebeck            | 601       | 8,02          |
| Amt Borgentreich    | 10.853    | 154,23        |

Aufgrund § 35 des Sauerland/Paderborn-Gesetzes vom 5. November 1974 schlossen sich die Gemeinden des Amts mit Ausnahme von Daseburg zum 1. Januar 1975 zur neuen Stadt Borgentreich zusammen. Das Amt Borgentreich wurde aufgelöst. Rechtsnachfolgerin ist die Stadt Borgentreich. Die Gemeinde Daseburg schloss sich aufgrund § 31 des Sauerland/Paderborn-Gesetzes mit den Gemeinden des Amts Warburg-Land und der Stadt Warburg zum 1. Januar 1975 zur neuen Stadt Warburg zusammen. Gleichzeitig kamen die Städte Borgentreich und Warburg zum Kreis Höxter.

## Einwohnerentwicklung
| Jahr | Einwohner        | Einwohner          | Quelle |
|      | Amt Borgholz     | Stadt Borgentreich |        |
| ---- | ---------------- | ------------------ | ------ |
| 1843 | 8.042            | 1.812              | [ 12 ] |
| 1871 | 7.188            | 1.546              | [ 12 ] |
| 1910 | 7.508            | 1.694              | [ 13 ] |
|      | Amt Borgentreich |                    |        |
| 1939 | 09.283           | 09.283             | [ 14 ] |
| 1950 | 12.666           | 12.666             | [ 15 ] |
| 1961 | 10.464           | 10.464             | [ 15 ] |
| 1970 | 10.853           | 10.853             | [ 15 ] |

## Geographie
Das Amt Borgentreich lag im Osten des Kreises Warburg. An das Amt grenzten im Uhrzeigersinn beginnend im Südwesten die Stadt Warburg, die Ämter Warburg-Land, Peckelsheim und Dringenberg-Gehrden (Kreis Warburg), der Kreis Höxter sowie der hessische Landkreis Hofgeismar.